# حقن الحيوانات المنوية بالبويضة
حقن الحيوانات المنوية بالبويضة أو حقن النطفة داخل الهيولي (بالإنجليزية: Intracytoplasmic sperm injection) هو إجراء في التلقيح الصناعي (IVF) تحقن فيه خلية حيوان منوي واحدة مباشرة في سيتوبلازما البويضة. تستخدم هذه التقنية من أجل تحضير الأمشاج للحصول على الأجنة التي يمكن نقلها إلى رحم الأم. مع هذه الطريقة، يتم تجاوز تفاعل الأكروسوم.
هناك عدة اختلافات بين التلقيح الصناعي التقليدي وICSI. ومع ذلك، فإن الخطوات التي يجب اتباعها قبل وبعد التلقيح متشابهة. من حيث التلقيح، يتطلب ICSI خلية حيوان منوي واحدة فقط لكل بويضة، بينما يحتاج التلقيح الصناعي إلى 50,000–100,000. وذلك لأن تفاعل الأكروسوم يجب أن يحدث، ويجب أن يشارك الآلاف من الحيوانات المنوية في التلقيح الصناعي. بمجرد تخصيب البويضة، تتحول إلى جنين مبكر ويجب نقله إلى الرحم لمتابعة تطوره.
أجري أول حمل بشري باستخدام ICSI في عام 1991 على يد جيانبييرو باليرمو وفريقه.

## حقن الحيوانات المنوية المستديرة (ROSI)
حقن الحيوانات المنوية المستديرة (ROSI) هو تقنية من تقنيات المساعدة على الإنجاب تحقن فيها الحيوانات المنوية المستديرة في سيتوبلازما البويضة من أجل تحقيق التخصيب. يمكن استخدام هذه التقنية لتمكين بعض الرجال الذين لا يوجد لديهم حيوانات منوية في السائل المنوي (الازوسبيرميا) ولا يمكن الحصول على حيوانات منوية من الخصيتين جراحيًا من أن يصبحوا آباء بيولوجيين. تعرف هذه الحالة باسم الازوسبيرميا غير الانسدادية أو الإفرازية، على عكس الازوسبيرميا الانسدادية، التي يحدث فيها إنتاج كامل للحيوانات المنوية في الخصيتين، ويمكن الحصول على حيوانات منوية مخصبة محتملة عن طريق استخراج الحيوانات المنوية من الخصية (TESE) واستخدامها في ICSI. أما في حالات الازوسبيرميا غير الانسدادية (الإفرازية)، فيتم حظر إنتاج الحيوانات المنوية في مراحل مختلفة من عملية تكوين الحيوانات المنوية (spermatogenesis). عند هؤلاء الرجال الذين يتم فيها حظر تكوين الحيوانات المنوية عند مرحلة الحيوانات المنوية المستديرة، التي تكون فيها الانقسام المنصف قد اكتمل بالفعل، يمكن لهذه الخلايا المستديرة أن تخصب البويضات بنجاح بعد حقنها في سيتوبلازمها.
على الرغم من أن العديد من الجوانب التقنية لحقن الحيوانات المنوية المستديرة مشابهة لتلك الخاصة بـ ICSI، إلا أن هناك أيضًا اختلافات كبيرة بين كلتا التقنيتين. أولًا، مقارنة بالحيوانات المنوية، لا تمتلك الحيوانات المنوية المستديرة خصائص شكلية واضحة الإدراك، وهي غير متحركة. وبالتالي، فإن التمييز بين الحيوانات المنوية المستديرة والخلايا المستديرة الأخرى ذات الحجم المماثل، مثل الكريات البيضاء، ليس مهمة سهلة. علاوة على ذلك، فإن التمييز بين الحيوانات المنوية المستديرة الحية، التي سوف تستخدم في ROSI، والحيوانات المنوية المستديرة الميتة، التي يجب التخلص منها، يتطلب طرقًا ومهارات خاصة، غير مطلوبة في حالة ICSI حيث يمكن تقييم حيوية الحيوانات المنوية بسهولة على أساس حركتها في معظم الحالات. تختلف أيضًا عملية الحقن المجهري في ROSI قليلًا عن ICSI، حيث هناك حاجة إلى محفزات إضافية لضمان تنشيط البويضة بشكل صحيح بعد حقن الحيوان المنوي المستدير. إذا تم استيفاء جميع متطلبات اختيار وحقن الحيوانات المنوية المستديرة بنجاح، تتطور البويضات المحقونة إلى أجنة مبكرة ويمكن نقلها إلى رحم الأم لإحداث الحمل.
تحققت أول حالات حمل وولادة ناجحة باستخدام تقنية حقن الحيوانات المنوية المستديرة في عام 1995 على يد يان تيساريك وفريقه. تم تأكيد الإمكانية السريرية لتقنية حقن الحيوانات المنوية المستديرة في علاج العقم الذكري الناتج عن الغياب التام للحيوانات المنوية مؤخرًا من خلال نشر دراسة عن النمو بعد الولادة لـ 90 طفلًا ولدوا في اليابان و17 في إسبانيا. وبناءً على تقييم الأطفال المولودين، لم يتم تحديد أي تشوهات تُعزى إلى تقنية ROSI.

## الاستطبابات
يستخدم هذا الإجراء في الغالب للتغلب على مشاكل العقم عند الذكور، رغم أنه يمكن استخدامه أيضًا عندما يتعذر على الحيوانات المنوية اختراق البويضات بسهولة، وأحيانًا عند استخدام التبرع بالحيوانات المنوية.
يمكن استخدامه في حالات تشوه الحيوانات المنوية (teratozoospermia)، لأنه بمجرد تخصيب البويضة، لا يبدو أن الشكل غير الطبيعي للحيوانات المنوية يؤثر على تطور الكيسة الأريمية أو شكلها. حتى في حالات التشوه الشديد للحيوانات المنوية، يمكن للمجهر أن يكتشف القليل من الخلايا ذات الشكل الطبيعي، ما يسمح بتحقيق معدلات نجاح مثلى.
بالإضافة إلى ذلك، يستخدم المتخصصون ICSI في حالات الازوسبيرميا (عندما لا يتم قذف الحيوانات المنوية ولكن يمكن العثور عليها في الخصية)، عندما تكون هناك حيوانات منوية محفوظة (الاسم الذي يطلق على العينات التي يتم جمعها لحفظ الخصوبة بعد العلاج الكيميائي)، أو بعد الإخفاقات السابقة في دورات التلقيح الصناعي.

## اختيار الحيوانات المنوية
قبل إجراء ICSI، يجب إجراء اختيار وتكثيف للحيوانات المنوية في المختبر. إلى جانب الطرق الشائعة لاختيار الحيوانات المنوية في المختبر (طريقة السباحة لأعلى، التدرجات الكثافية، الترشيح، والغسل البسيط)، هناك بعض التقنيات الحديثة المفيدة ولها مزايا على الطرق الأقدم.
إحدى هذه التقنيات الحديثة هي استخدام رقائق ميكروفلويدية، مثل شريحة Zymot ICSI التي اخترعها البروفيسور أوتكان ديميرجي. هذه الشريحة هي جهاز يساعد على تحديد أفضل الحيوانات المنوية من حيث الجودة لتقنية ICSI. فهي تحاكي ظروف المهبل، ما يؤدي إلى اختيار طبيعي أكثر للحيوانات المنوية. إحدى المزايا الرئيسية لهذه الطريقة هي جودة الحيوانات المنوية، حيث إن الحيوانات المختارة تتمتع بحركية وشكل أفضل، وتجزؤ أقل للحمض النووي، وكمية أقل من أنواع الأكسجين التفاعلية (ROS).
طريقة أخرى لإجراء الاختيار هي تقنية MACS، التي تتكون من جزيئات مغناطيسية صغيرة مرتبطة بجسم مضاد (annexin V) قادر على تحديد الحيوانات المنوية الأكثر حيوية. عندما تمر عينة السائل المنوي عبر عمود يحتوي على مجال مغناطيسي، تُحتجز الحيوانات المنوية المبرمجة للموت (apoptotic) في العمود بينما تجمع الحيوانات الصحية بسهولة في قاعدته.
PICSI هي طريقة أخرى مشتقة من هذه التقنية، والاختلاف الوحيد هو في عملية اختيار الحيوانات المنوية. في هذه الحالة، توضع الحيوانات المنوية على طبق يحتوي على قطرات من مركب صناعي مشابه لحمض الهيالورونيك. وسنعرف أي الحيوانات المنوية ناضجة لأنها سترتبط بقطرات حمض الهيالورونيك. يحدث هذا لأن الحيوانات المنوية الناضجة فقط هي التي تمتلك مستقبلًا لحمض الهيالورونيك، الذي تحتاجه لأنه يتواجد حول البويضات، ويجب أن تكون قادرة على الارتباط به وهضمه من أجل تخصيب البويضة. بعد اختيار الحيوانات المنوية الناضجة، يمكن استخدامها في الحقن المجهري للبويضات. الحيوانات المنوية المختارة عن طريق حمض الهيالورونيك لا تؤثر تقريبًا على ما إذا كانت الولادة الحية ستحدث، لكنها قد تقلل من خطر الإجهاض.